# Toyota Proace
Toyota Proace – samochód osobowo-dostawczy klasy średniej  produkowany pod japońską marką Toyota od 2013 roku. Od 2016 roku produkowana jest druga generacja modelu.

## Pierwsza generacja
Toyota Proace I została zaprezentowana po raz pierwszy w 2013 roku.

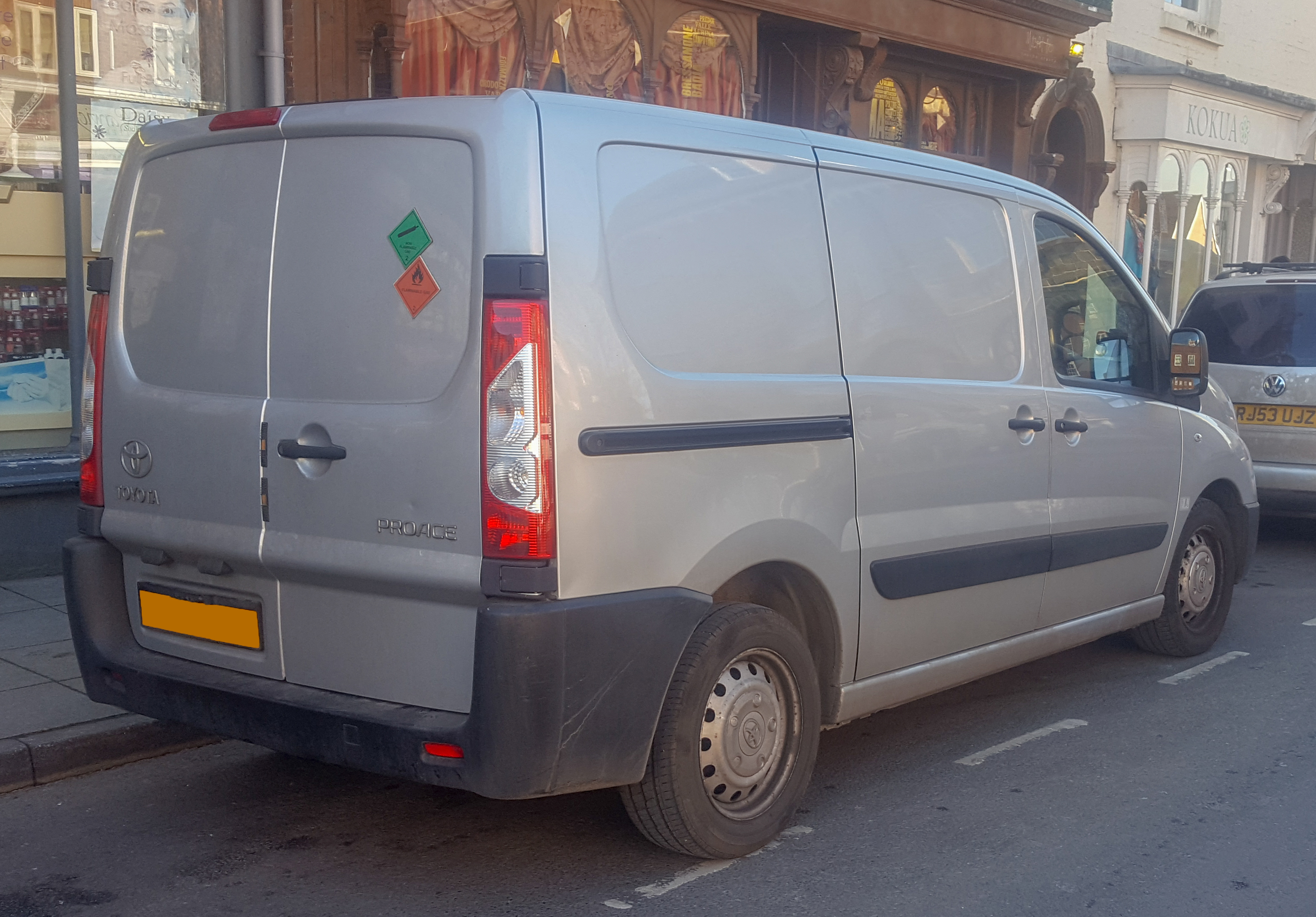
Toyota Proace I - tył

Auto zadebiutowało aż 6 lat po premierze pierwowzorów - bliźniaczych modeli koncernu PSA i Fiata. Samochód od bliźniaczych wersji różni się m.in. grillem. Wśród wersji nadwoziowych auto dostępne jest jako furgon, furgon z przeszklonymi bokami oraz wersja osobowa.

### Wersje wyposażeniowe
- Life − wersja podstawowa[4]

- Active − wersja bogatsza

Wyposażenie standardowe pojazdu obejmuje m.in. ABS z EBD, światła do jazdy dziennej, system stabilizacji toru jazdy VSC, światła przeciwmgielne, dwustopniową poduszkę powietrzną kierowcy, elektrycznie sterowane szyby, centralny zamek z pilotem, przesuwane drzwi boczne. Bogatsza wersja Active w standardzie posiada klimatyzację, radio CD z Bluetooth, AUX i USB, podgrzewane i elektrycznie sterowane lusterka zewnętrzne.

## Druga generacja

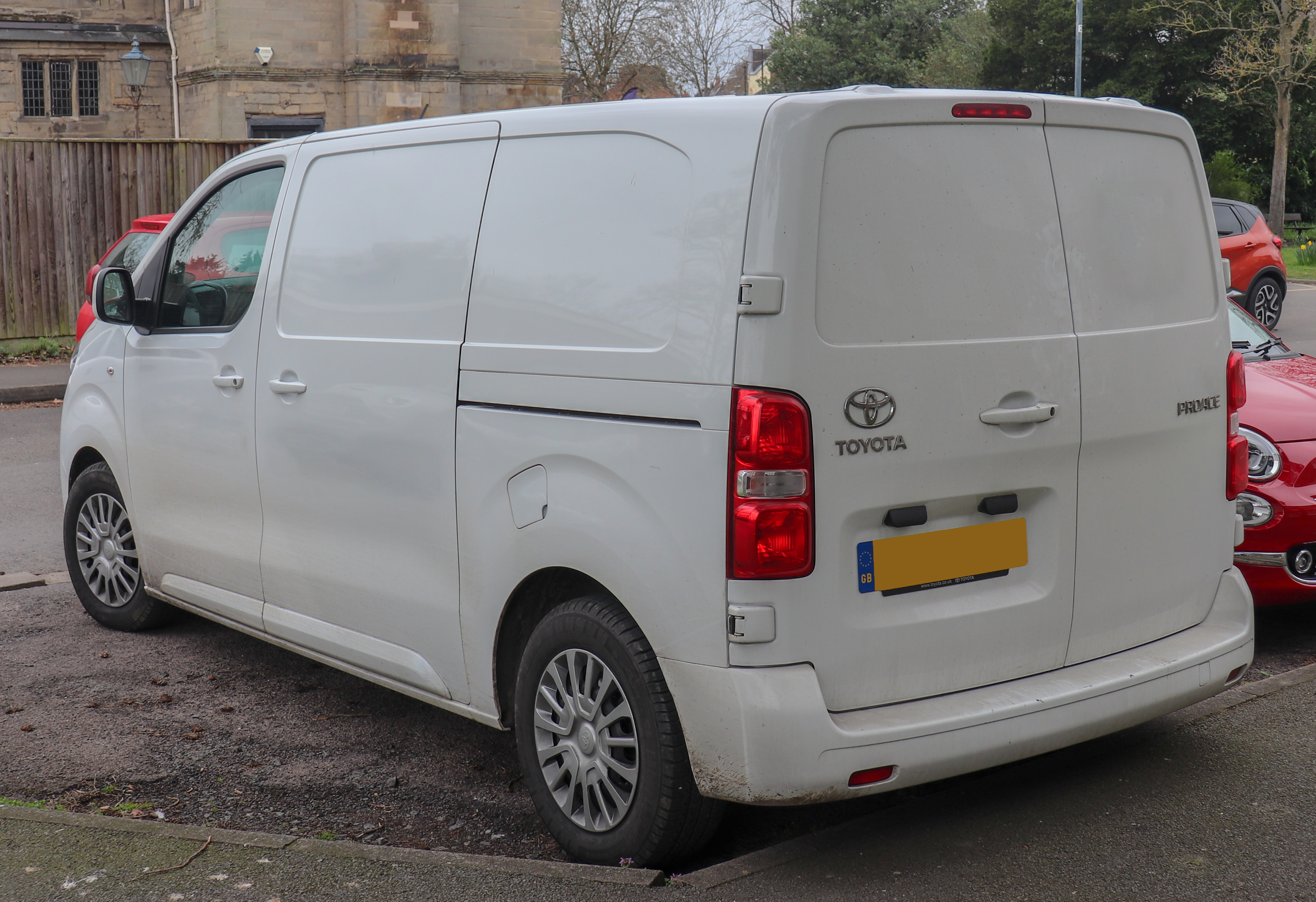
Toyota Proace II - tył

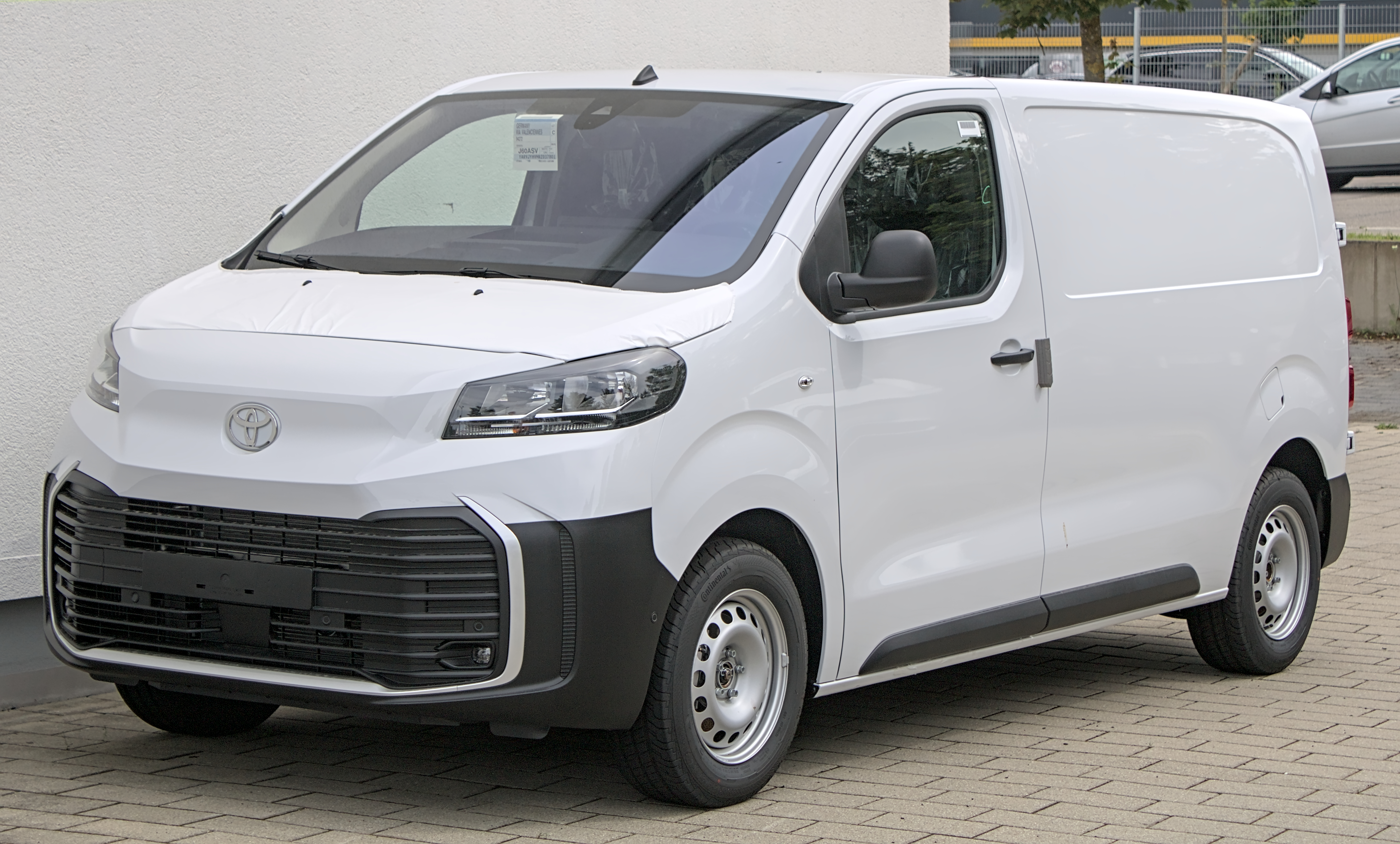
Toyota Proace II po liftingu

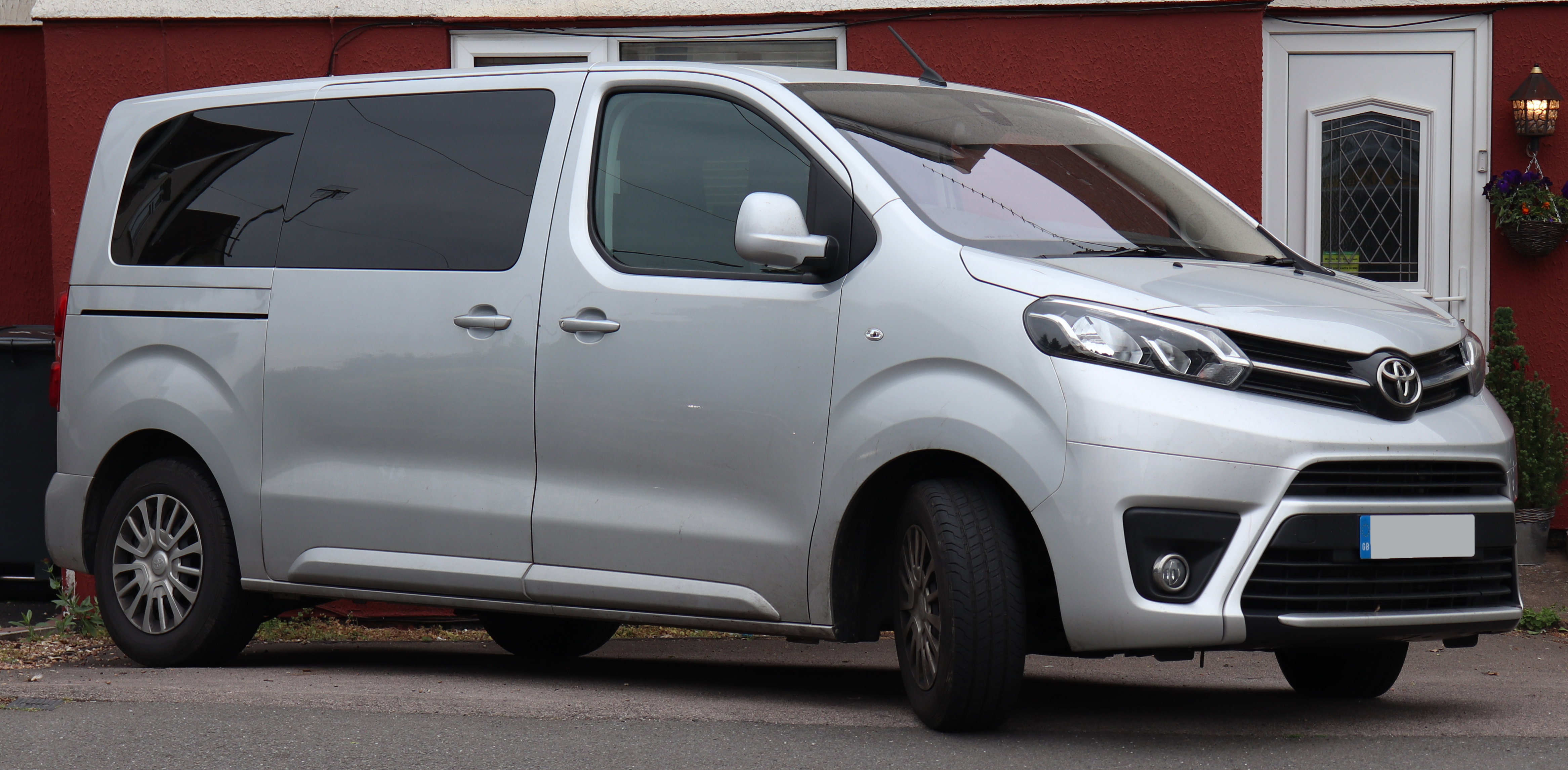
Toyota Proace Verso - wersja osobowa

Toyota Proace II została zaprezentowana po raz pierwszy w 2016 roku. Osobowa wersja zyskała nazwę ProAce Verso.
Koncern PSA na początku 2016 roku zaprezentował kolejne wcielenie swoich dostawczych modeli, które tym razem powstały już od podstaw z Toyotą, jednak pierwszy raz bez udziału Fiata. Pierwsza generacja ProAce z racji opóźnionego o 5 lat debiutu względem francuskich odpowiedników otrzymała następcę zaledwie po 3 latach stażu rynkowego. Względem poprzednika drugie wcielenie ProAce otrzymało bardziej kanciastą i węższą strukturę nadwozia. Model produkowany jest przez koncern PSA w Valenciennes we Francji. Samochód trafił na polski rynek we wrześniu 2016 roku
ProAce występuje w 3 długościach nadwozia, z 2 rozstawami osi.
Jesienią 2023 roku samochód został poddany modernizacji. Zmieniono zderzaki, kształt grilla oraz światła wykonane w najnowszej odsłonie technologii LED. Nowe aluminiowe felgi będą dostępne w zależności od wybranej wersji. Przeprojektowana również została kierownica oraz elementy deski rozdzielczej. Otrzymał także najnowsze rozwiązania technologiczne stojące na straży bezpieczeństwa Toyota Safey Sense.

### Warianty
ProAce Compact - długość 4,6 m, rozstaw osi 2,9 m. 
VAN - trzy miejsca siedzące, część bagażowa ma długość 2,1 m, szerokość 1,6 m, pojemność 4,6 m².
VERSO - 9 miejsc siedzących
ProAce Medium - długość 4,9 m, rozstaw osi 3,2 m. 
VAN - długość przestrzeni bagażowej od 2,5 do 3,7 m, objętość od 5,3 do 5,8 m³.
ProAce Long - długość 5,3 m, rozstaw osi 3,2 m. 
VAN - część bagażowa o długości od 2,8 do 4 m, szerokości 1,6 m, ma pojemność od 6,1 do 6,6 m³.
Wszystkie warianty mają szerokość 2,2 m i wysokość 1,9 m.

### Wersje wyposażenia
- Life
Active
Shuttle
Family
VIP

### Bezpieczeństwo
PROACE uzyskał 5 gwiazdek w testach zderzeniowych Euro NCAP.

Samochód być wyposażony w jeden z dwóch pakietów bezpieczeństwa czynnego Toyota Safety Sense. W podstawowym zestawie znajduje się układ ostrzegania o niezamierzonej zmianie pasa ruchu, układ rozpoznawania znaków drogowych, system wykrywania zmęczenia kierowcy i automatyczne światła drogowe. W rozbudowanym pakiecie znajdują się układ ostrzegania o ryzyku zderzenia z samochodem lub pieszym, system automatycznego hamowania awaryjnego z funkcją wykrywania pieszych, aktywny tempomat i automatyczne doświetlanie zakrętów.

### Silniki
- Turbodiesel 1.6 o mocy 95 KM (70 kW) z 5-biegową manualną skrzynią biegów (zużycie paliwa 5,5-5,6 l/100 km, emisja CO2 144-148 g/km)
- Turbodiesel 1.6 o mocy 95 KM (70 kW) z 6-biegową półautomatyczną skrzynią i systemem Start&Stop (zużycie paliwa 5,2-5,4 l/100 km, emisja CO2 135-139 g/km)
- Turbodiesel 1.6 o mocy 115 KM (85 kW) z 6-biegową manualną skrzynią i systemem Start&Stop (zużycie paliwa 5,1-5,2 l/100 km, emisja CO2 133-137 g/km)
- Turbodiesel 2.0 o mocy 150 KM (110 kW) z 6-biegową manualną skrzynią biegów i systemem Start&Stop (zużycie paliwa 5,3-5,5 l/100 km, emisja CO2 139–143 g/km)
- Turbodiesel 2.0 o mocy 122 KM (90 kW), moment obr. 340 Nm z 6-biegową manualną skrzynią i systemem Start&Stop (zużycie paliwa 5,3-5,5 l/100 km, emisja CO2 139–143 g/km)
- Turbodiesel 2.0 o mocy 150 KM (110 kW)  moment obr. 370 z Nm 6-biegową manualną skrzynią i systemem Start&Stop (zużycie paliwa 5,3-5,5 l/100 km, emisja CO2 139–143 g/km)
- Turbodiesel 2.0 o mocy 180 KM (130 kW) z 6-biegową skrzynią automatyczną i systemem Start & Stop (zużycie paliwa 5,7–5,9 l/100 km, emisja CO2 151–155 g/km).
- Turbodiesel 2.0 o mocy 180 KM (130 kW) z 8-biegową skrzynią automatyczną i systemem Start & Stop (zużycie paliwa 6,0–6,4 l/100 km, emisja CO2 159–170 g/km).
 Wszystkie silniki są zgodne z normami Euro 6[8][9].

- Napęd elektryczny o mocy 136 KM (100 kW), z akumulatorami o pojemności całkowitej 50 kWh
- Napęd elektryczny o mocy 136 KM (100 kW), z akumulatorami o pojemności całkowitej 75 kWh.

Wersje o napędzie elektrycznym zostały wprowadzone w roku 2020 (odmiana dostawcza) i 2021 (odmiana osobowa).